# Masarykovo náměstí (Ostrava)
Masarykovo náměstí je centrální náměstí v Ostravě. Původně obdélníkové náměstí má nyní nepravidelný tvar písmene L. Dominantami jsou mariánský sloup a socha sv. Floriána z 18. století a novodobý vodotrysk zabudovaný do dlažby z roku 2007. Dále je zde bronzová busta Prezidenta Osvoboditele a jedná se o zbudování jeho památníku (sochy).[zdroj⁠?!]

## Historie
Od založení města náměstí lemovaly nízké dřevěné měšťanské domy postavené na protáhlých úzkých parcelách. Zděnými objekty byly zcela nahrazeny až v 19. století. Kromě konání výročních trhů bylo náměstí centrem kulturního, společenského a politického dění. Dominantou náměstí je budova Staré radnice s věží, dnešní sídlo Ostravského muzea. Důstojnější vzhled prostranství podtrhla instalace mariánského sloupu v roce 1702 a sochy svatého Floriána v roce 1763. Do kašny poblíž proudila voda z prvního městského vodovodu. Kromě těchto prvků však náměstí připomínalo spíše náves, neboť zde chyběla dlažba, volně protékaly splašky a před domy stály kupy hnoje.
Rozvoj těžkého průmyslu v 19. století přispěl ke změnám k lepšímu. Byla vybudována dlažba a veřejné osvětlení. Velkou událostí byla návštěva prezidenta Masaryka v červnu 1924. V padesátých a šedesátých letech 20. století došlo k asanaci domů mezi ulicemi 28. října, Velkou a Zámeckou. V rámci „estetizace“ byly odstraněny sloup, socha i kašna.
V průběhu času se měnilo i označení samotného místa. Nejprve to byl Ringplatz, poté Hlavní náměstí a od roku 1919 Masarykovo náměstí. Za druhé světové války se roku 1940 vrátilo označení Hlavní náměstí, po válce až do roku 1953 neslo název Masarykovo náměstí. Následně došlo k přejmenování na náměstí Lidových milicí. Tento název vydržel až do roku 1989, kdy byl vrácen původní název Masarykovo náměstí.

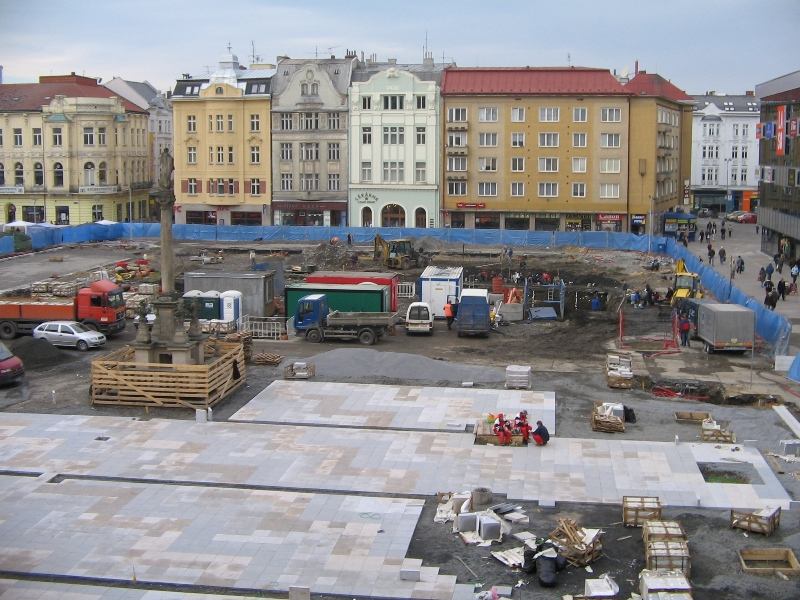
Masarykovo náměstí během rekonstrukce (24. 11. 2006)

V červnu 2007 byla dokončena generální rekonstrukce náměstí. Plocha 9500 m² byla vydlážděna žulovými dlaždicemi o váze 60 kg. Do dlažby jsou vsazeny mosazné desky s třiceti nejvýznamnějšími milníky z historie Ostravy. Na náměstí byla přemístěna busta prezidenta Masaryka z foyer Nové radnice. Novou dominantou se stal vodotrysk zabudovaný přímo do dlažby, který v noci barevně září. V domě nad lékárnou sídlí Citerárium, ojedinělé muzeum citer.
Rekonstrukce za téměř sto milionů korun byla veřejností přijata s rozpaky. Občané např. kritizovali vykácení vzrostlých stromů a jejich náhradu mladými stromky, které neposkytují prakticky žádný stín. Rovněž fotografové kritizovali odstranění stromů, které odhalilo architektonickou nesourodost domů, z nichž některé navíc mají omšelé fasády. Celkově pak náměstí v roce 2007 hodnotili jako nefotogenickou šedou plochu.
Dne 4. května 2008 se na náměstí vrátila socha svatého Floriána, která zde byla od roku 1763 do roku 1960. Do roku 1983 byla umístěna v Kravařích, poté následoval její přesun do Hrabůvky.
V srpnu 2016 byl na Masarykově náměstí zřízen u příležitosti XXXI. olympiády v brazilském Rio de Janeiro velkolepý „Olympijský park“.
V sobotu 9. září 2017 se na Masarykově náměstí konala slavnostní děkovná mše k 750. výročí města Ostravy, kterou celebroval diecézní biskup František Václav Lobkowicz za účasti 15 tisíc věřících, občanů Ostravy a oficiálních hostí. Projevy přednesli také ostravský primátor pan Tomáš Macura, Damian Zimoń, polský emeritní arcibiskup města Katowice, a biskup Slezské církve evangelické v Ostravě. Součástí dopoledního obřadu za nádherného počasí, který byl zakončen průvodem za zpěvu Svatováclavského chorálu, bylo i žehnání spolkových praporů (hornické spolky, hasičské a městské spolky, Skaut, Orel, Sokol a další). Bohoslužba byla vysílána TV Noe v přímém televizním přenosu. Oslavy byly zakončeny symbolicky až 29. listopadu 2017, v den, který historicky upomíná na 29. listopad 1267, uvedený v souvislosti se založením města v závěti biskupa Bruna ze Schauenburku.

## Galerie

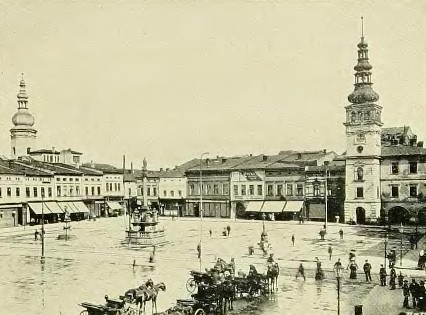
Masarykovo náměstí v roce 1911 (a)
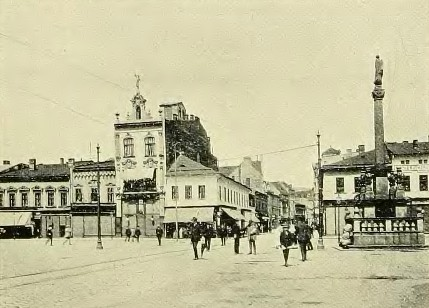
Masarykovo náměstí v roce 1911 (b)
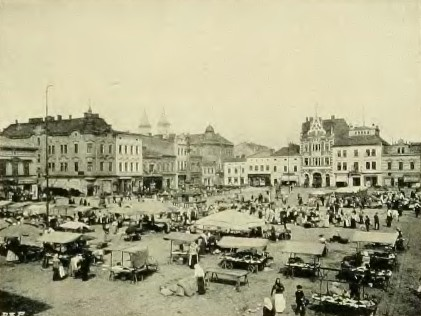
Masarykovo náměstí v roce 1911 (c)
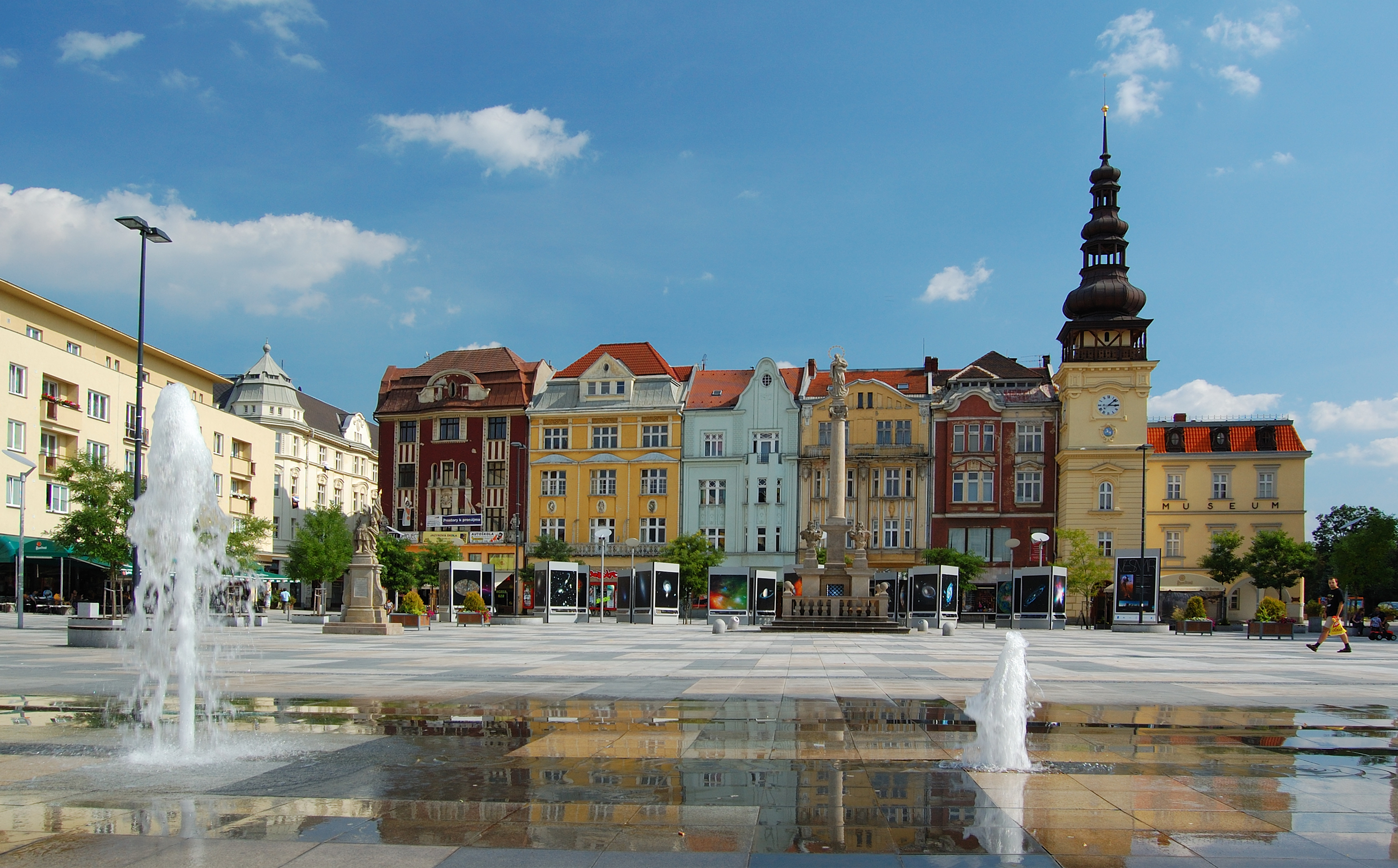
Masarykovo náměstí v Ostravě (2009)
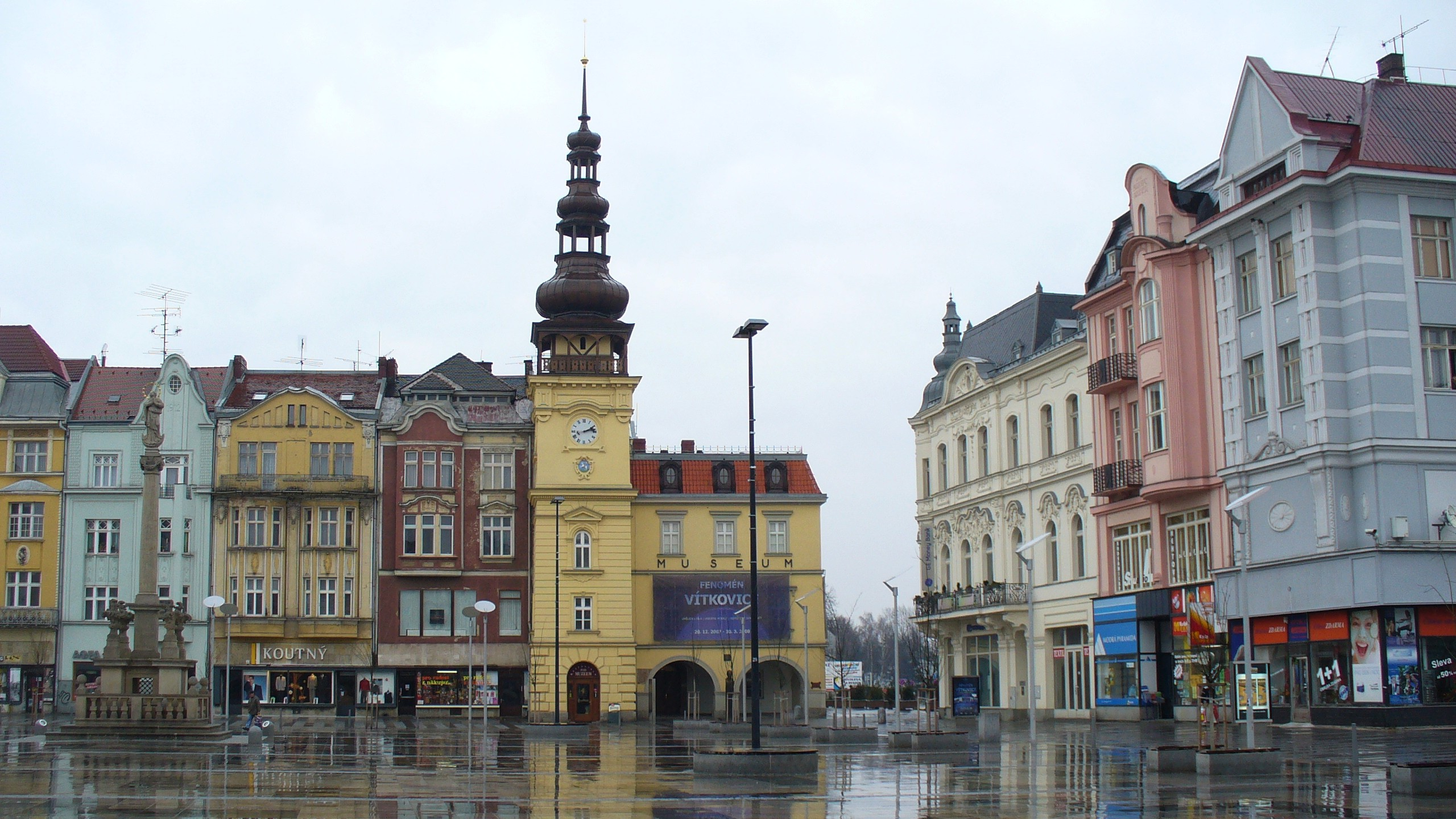
Masarykovo náměstí v Ostravě (2008)
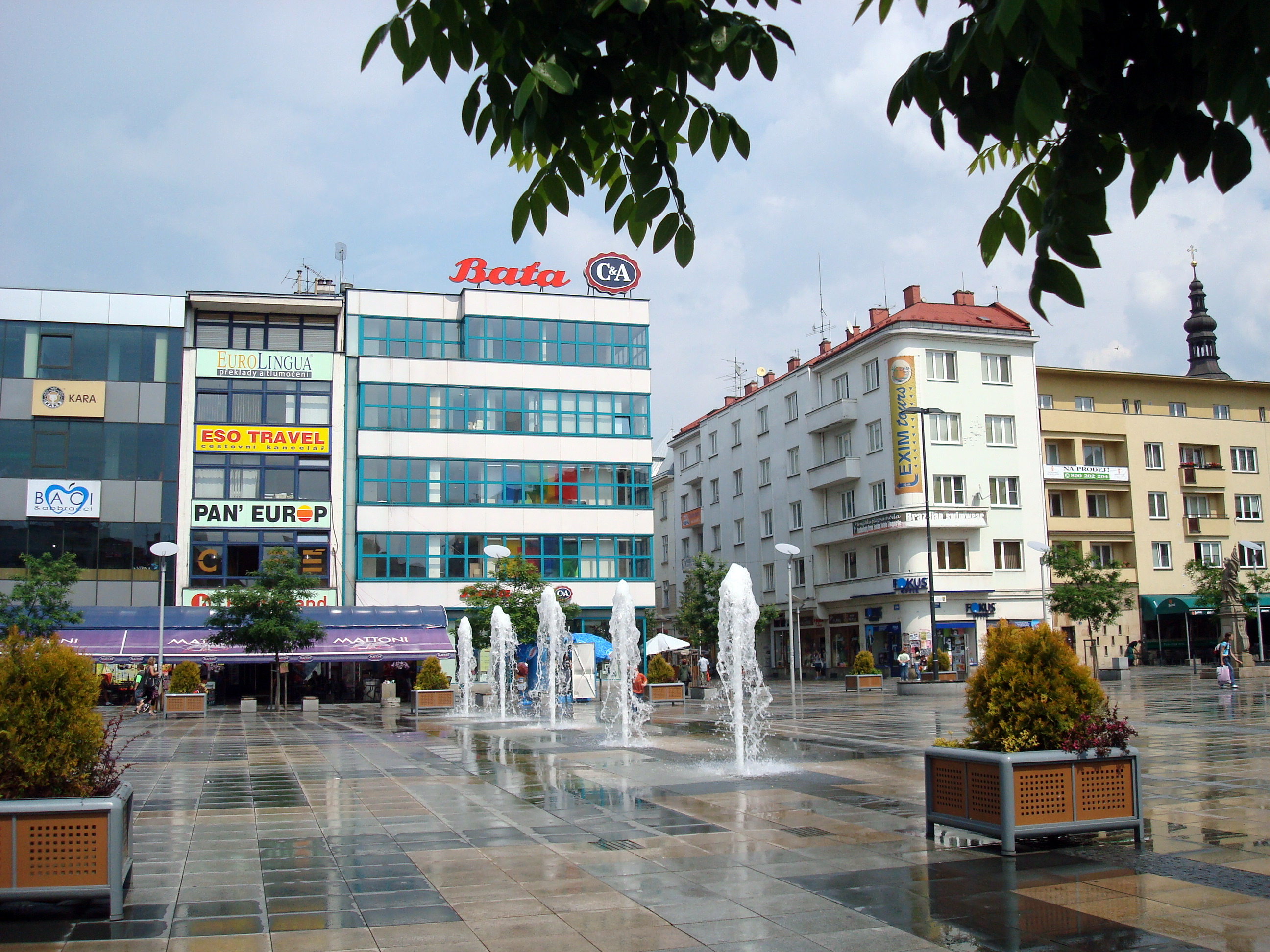
Obchodní dům Baťa na Masarykově náměstí v Ostravě (2009)
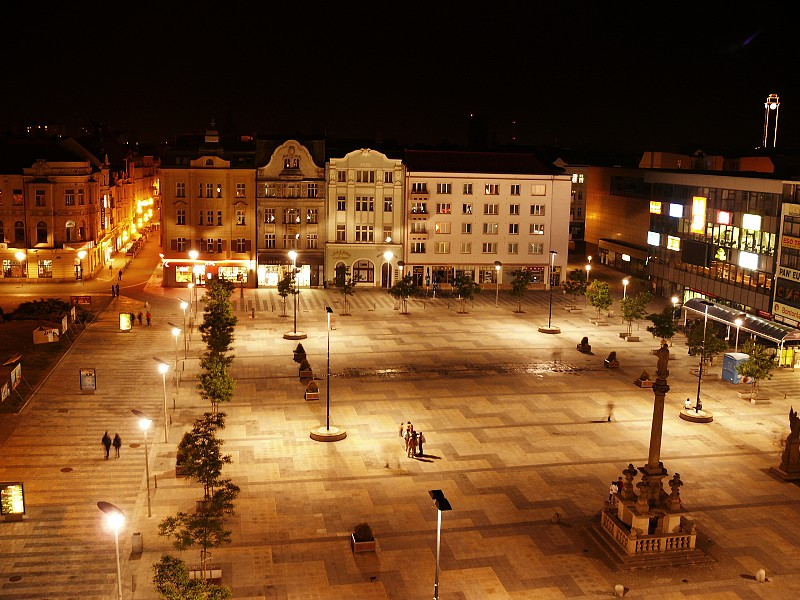
Ostravské Masarykovo náměstí v noci (2009)